# Heinrich Friedjung
Heinrich Friedjung (18. ledna 1851, Roštín – 14. července 1920, Vídeň) byl rakouský historik a novinář narozený na Moravě.

## Život
Friedjung se narodil do židovské rodiny v moravském Roštíně (německy Roschtin), tehdejším Rakouském císařství. Vyrůstal ve Vídni a studoval historii v Praze a Berlíně u profesorů Theodora Mommsena a Leopolda von Rankeho.
Později, v letech 1873 až 1879, vyučoval historii a německý jazyk na Obchodní akademii (Handelsakademie) ve Vídni. V roce 1879 byl vyloučen za své kritizování vlády. Poté se stal aktivním v politice, byl znám svými liberálními a německými nacionalistickými postoji a podporou pangermánského řešení tzv. německé otázky.
Friedjung zemřel ve Vídni 14. července 1920.

## Spisy
- Kaiser Karl IV. u. sein Antheil am geistigen Leben seiner Zeit, Vídeň 1876
- Der Ausgleich mit Ungarn. Politische Studie über das Verhältnis Österreichs zu Ungarn und Deutschland, 3 vydání, Leipzig 1876/77
- Ein Stück Zeitungsgeschichte, Vídeň 1887
- Der Kampf um die Vorherrschaft in Deutschland 1859 bis 1866, deset vydání, Stuttgart-Berlin 1897-1917 (Google books)
- Benedeks nachgelassene Papiere, Lipsko 1901
- Der Krimkrieg und die österreichische Politik, Stuttgart-Berlin 1911
- Österreich von 1848 bis 1860, Berlín 1908
- Denkschrift aus Deutschösterreich, Vídeň 1915
- Das Zeitalter des Imperialismus 1884 bis 1914, 3 sv., Berlín 1919-1923
- Historische Aufsätze, 2 sv., Stuttgart-Berlín,1917–1919